# Université des Philippines Diliman
L'université des Philippines Diliman (UP Diliman ou UPD) est la plus grande université autonome de l'université des Philippines. L'université et son campus sont situés à Diliman, Quezón City (Manille). 

## Enseignements
L'UP Diliman dispense des cours en arts libéraux, sciences sociales, droit, sciences économiques, sciences naturelles, ingénierie, musique et beaux-arts parmi d'autres. C'est elle qui offre le plus grand nombre de cours de diplômé et non diplômé parmi toutes les universités des Philippines[réf. souhaitée].

## Personnalités liées à l'université

### Professeurs
L'université compte plusieurs enseignants notables, dont :
- Danilo S. Balete (en) (biologie)
- Alegria Ferrer (en)
- Fides Cuyugan-Asensio (en) (musique)
- Caroline Hau (en) (littérature)
- Amelia Lapeña Bonifacio (en) (théâtre)
- Maria Ressa
- Marian P. Roque (en) (mathématiques)
- Zeus A. Salazar (en) (histoire et anthropologie)
- Polly Sy (mathématiques)

### Étudiants
- Arlene Brosas (1976-), femme politique
- Samira Gutoc (1974-), journaliste